# Ereca
Genre
Ereca est un genre d'opilions laniatores de la famille des Assamiidae.

## Distribution
Les espèces de ce genre se rencontrent en Afrique de l'Est et en Afrique centrale.

## Liste des espèces
Selon World Catalogue of Opiliones (08/06/2021) :
- Ereca affinis Sørensen, 1910
- Ereca bengtsoni Kauri, 1985
- Ereca calcanifera Kauri, 1985
- Ereca fusca Kauri, 1985
- Ereca imitatrix Kauri, 1985
- Ereca itombwensis Kauri, 1985
- Ereca kalimabengana Kauri, 1985
- Ereca lata Sørensen, 1910
- Ereca lawrencei Kauri, 1985
- Ereca loekenae Kauri, 1985
- Ereca lyrifera Kauri, 1985
- Ereca maculata Roewer, 1913
- Ereca modesta Sørensen, 1910
- Ereca mwengana Kauri, 1985
- Ereca robusta Kauri, 1985
- Ereca rufa Sørensen, 1910
- Ereca sangensis Kauri, 1985
- Ereca silvatica Kauri, 1985
- Ereca simulator Sørensen, 1910
- Ereca soerenseni Lawrence, 1962
- Ereca treses Bauer & Prieto, 2009
- Ereca triareolata Roewer, 1961
- Ereca undulata Sørensen, 1910
- Ereca unicolor Roewer, 1961

## Publication originale
- Sørensen, 1910 : « Opiliones. » Wissenschaftliche ergebnisse der Schwedischen zoologischen expedition nach dem Kilimandjaro, dem Meru und den umgebenden Massaisteppen Deutsch-Ostafrikas 1905-1906, unter leitung von prof. dr. Yngve Sjöstedt, Stockholm, vol. 3, no 20, p. 59–82 (texte intégral).